# Futbol als Jocs Olímpics d'estiu de 2016
Als Jocs Olímpics d'Estiu de 2016, realitzats a la ciutat de Rio de Janeiro (Brasil), es varen disputar dues proves de futbol, una en categoria masculina i una altra en categoria femenina.
Les proves es van celebrar entre els dies 3 i 20 d'agost de 2016 entre les seus de Maracanã i l'Estadi Olímpic (Rio de Janeiro), l'Estadi Nacional Mané Garrincha (Brasília), l'Arena Corinthians (São Paulo), l'Estadi Mineirão (Belo Horizonte), l'Itaipava Arena Fonte Nova (Salvador de Bahia) i l'Arena da Amazônia (Manaus).

## Calendari
| FG | Fase de grups | QF | Quarts de final | SF | Semifinals | B | 3r lloc play-off | F | Final |

| DataProva            | Dc 3 | Dj 4 | Dv 5 | Ds 6 | Dg 7 | Dl 8 | Dm 9 | Dc 10 | Dj 11 | Dv 12 | Ds 13 | Dg 14 | Dl 15 | Dm 16 | Dc 17 | Dj 18 | Dv 19 | Dv 19 | Ds 20 | Ds 20 |
| -------------------- | ---- | ---- | ---- | ---- | ---- | ---- | ---- | ----- | ----- | ----- | ----- | ----- | ----- | ----- | ----- | ----- | ----- | ----- | ----- | ----- |
| Competició masculina |      | FG   |      |      | FG   |      |      | FG    |       |       | QF    |       |       |       | SF    |       |       |       | B     | F     |
| Competició femenina  | FG   |      |      | FG   |      |      | FG   |       |       | QF    |       |       |       | SF    |       |       | B     | F     |       |       |

## Resum de medalles
| Prova                  | Or | Argent | Bronze |
| Futbol masculí Detalls | BrasilWeverton · Zeca · Rodrigo Caio · Marquinhos · Renato Augusto · Douglas Santos · Luan · Rafinha · Gabriel · Neymar · Gabriel Jesus · Walace · William · Luan Garcia · Rodrigo Dourado · Thiago Maia · Felipe Anderson · Uilson ·                                                                                                  | AlemanyaTimo Horn · Jeremy Toljan · Lukas Klostermann · Matthias Ginter · Niklas Süle · Sven Bender · Max Meyer · Lars Bender · Davie Selke · Leon Goretzka · Julian Brandt · Jannik Huth · Philipp Max · Robert Bauer · Max Christiansen · Grischa Prömel · Serge Gnabry · Nils Petersen · Eric Oelschlägel                         | NigèriaDaniel Akpeyi · Muenfuh Sincere · Kingsley Madu · Shehu Abdullahi · Saturday Erimuya · William Troost-Ekong · Aminu Umar · Oghenekaro Etebo · Imoh Ezekiel · John Obi Mikel · Junior Ajayi · Popoola Saliu · Umar Sadiq · Azubuike Okechukwu · Ndifreke Udo · Stanley Amuzie · Usman Mohammed · Emmanuel Daniel            |
| Futbol femení Detalls  | AlemanyaAlmuth Schult · Josephine Henning · Saskia Bartusiak · Leonie Maier · Annike Krahn · Simone Laudehr · Melanie Behringer · Lena Goeßling · Alexandra Popp · Dzsenifer Marozsán · Anja Mittag · Tabea Kemme · Sara Däbritz · Babett Peter · Mandy Islacker · Melanie Leupolz · Isabel Kerschowski · Laura Benkarth · Svenja Huth | SuèciaJonna Andersson · Emilia Appelqvist · Kosovare Asllani · Emma Berglund · Stina Blackstenius · Hilda Carlén · Lisa Dahlkvist · Magdalena Ericsson · Nilla Fischer · Sofia Jakobsson · Hedvig Lindahl · Fridolina Rolfö · Elin Rubensson · Jessica Samuelsson · Lotta Schelin · Caroline Seger · Linda Sembrant · Olivia Schough | CanadàStephanie Labbé · Allysha Chapman · Kadeisha Buchanan · Shelina Zadorsky · Rebecca Quinn · Deanne Rose · Rhian Wilkinson · Diana Matheson · Josée Bélanger · Ashley Lawrence · Desiree Scott · Christine Sinclair · Sophie Schmidt · Melissa Tancredi · Nichelle Prince · Janine Beckie · Jessie Fleming · Sabrina D'Angelo |

## Medaller
| Posició | País     | Or | Plata | Bronze | Total |
| 1       | Alemanya | 1  | 1     | 0      | 2     |
| 2       | Brasil   | 1  | 0     | 0      | 1     |
| 3       | Suècia   | 0  | 1     | 0      | 1     |
| 4       | Canadà   | 0  | 0     | 1      | 1     |
| 4       | Nigèria  | 0  | 0     | 1      | 1     |
| Total   | Total    | 2  | 2     | 2      | 6     |